# Llardecáns
Llardecáns är en kommun och ort i Spanien.   Den ligger i provinsen Província de Lleida och regionen Katalonien, i den östra delen av landet, 400 km öster om huvudstaden Madrid. Llardecáns ligger 281 meter över havet och antalet invånare är 505.
Terrängen runt Llardecáns är platt åt nordväst, men åt sydost är den kuperad. Runt Llardecáns är det glesbefolkat, med 9 invånare per kvadratkilometer. Närmaste större samhälle är Aitona, 13,9 km nordväst om Llardecáns. Trakten runt Llardecáns består till största delen av jordbruksmark.